# Andrine Christensen
Andrine Christensen, född 9 februari 1814, död 2 september 1853, var en norsk skådespelare och dansare. Hon var jämsides med Henriette Hansen Norges första professionella dansös. 
Hon tillhörde pionjärgruppen av aktörer som utbildades i Johan Peter Strömbergs dramaskola, och som sedan utgjorde den första personalen vid Norges första offentliga teater, Christiania Offentlige Theater. Hon medverkade som dansös vid teaterns invigningsföreställning Hustrun i januari 1827 och fick god kritik. När Strömberg gjorde konkurs och överlät teatern på en dansk direktör, som ersatte nästan hela personalen med danskar, var hon en av endast fem norska medlemmar som fick behålla sin anställning vid teatern. 